# Queen Anne's Men
Queen Anne's Men, ook bekend onder de naam Queen's Men, was een Engels toneelgezelschap ten tijde van Jacobus I. De groep ontstond met de troonsbestijging van de koning in 1603. De naam van de groep verwijst naar het beschermheerschap van Jacobus' echtgenote Anna van Denemarken.
Het nieuwe gezelschap werd samengesteld uit leden van twee eerdere gezelschappen, Oxford's Men en   Worcester's Men. De groep stond onder leiding van impresario en acteur Christopher Beeston. De toneelschrijver en acteur Thomas Heywood fungeerde als 'huisschrijver'.
De populaire acteur en danser William Kemp beëindigde zijn carrière bij dit gezelschap.
Ondanks het patronaat van de koningin traden de Queen Anne's Men, zeker in de beginperiode, slechts zelden op aan het hof: gemiddeld nog niet eenmaal per jaar. In 1612 traden zij er samen met de King's Men op met Heywoods stukken The Silver Age en The Rape of Lucrece. In de winter van 1613-1614 speelden zij nog tweemaal aan het hof, drie maal in de daaropvolgende winter en viermaal in 1615–16. In de zomermaanden reisde het gezelschap rond in het land.
Het repertoire van Queen Anne's Men omvatte komedies, tragedies en historische spelen. 
Zij traden aanvankelijk op in het theater The Curtain, dat eerder bespeeld was door William Shakespeares gezelschap Lord Chamberlain's Men. In 1606 verhuisde de groep naar de Red Bull, waar zij optraden tot 1616. Vervolgens vonden zij een onderkomen in The Cockpit, het theater dat later ook bekendstond als The Phoenix. Na de dood van de koningin in 1619 werd het gezelschap ontbonden.